# Клейстер
Кле́йстер — клей, изготавливаемый из крахмала или муки, используемый для крепления обоев к стенам.

## Виды и получение
Крахмальный клейстер получают нагреванием водной суспензии картофельного или кукурузного крахмала либо муки. В зависимости от того, какие материалы необходимо склеивать, приготавливается более или менее густой клейстер. Обычно на одну часть муки берут от двух до восьми частей воды.
Принято считать, что у кукурузного клейстера наибольшая способность к отвердеванию, далее идёт клейстер из пшеничного сырья (муки), наименьшая же способность к отвердеванию у клейстера из картофельного крахмала.
Мучной клейстер — скоропортящийся продукт, пригоден не более чем на один день работы, так как быстро закисает.

## Применение
Клейстер применяется для приклеивания бумаги к картону, дереву и т. д., малярных, переплётных и др. работ. Также используется химиками как индикатор.
Обойные пасты имеют типичную вязкость, снижающую сдвиг, и высокую клейкость во влажном состоянии. Эти свойства необходимы для замедления проникновения клея в бумагу и стену, а также для обеспечения низкой скорости склеивания, что дает время для наклеивания обоев. Клей обычно продается в пакетах или коробках в виде хлопьев, которые смешивают с водой для получения пасты. Он также доступен в готовом виде в тюбиках. Клей для обоев наносится на обои, чтобы влага клея впиталась и проникла в бумагу. Таким образом, бумага будет расширяться перед висением, а не на стене, что приведет к образованию вертикальных пузырей на каждой панели обоев по мере высыхания клея с краев внутрь. При использовании флизелиновых обоев или обоев из стекловолокна — бумаги, которая не расширяется, — клей наносится на стену.